# Калина (Караш-Северин)
Калина (рум. Calina) насеље је у Румунији у округу Караш-Северин у општини Догнеча. Oпштина се налази на надморској висини од 247 m.

## Прошлост
Према "Румунској енциклопедији" насеље се први пут помиње 1368. године. Поново се јавља 1690-1700. године. Православна црква датира из 1780. године.
По извештају аустријског царског ревизора Ерлера, 1776. године село "Калина" се налази у Карашовском округу, Новопаланачког дистрикта. Становништво је претежно српско.

## Становништво
Према подацима из 2002. године у насељу је живело 116 становника, од којих су сви румунске националности.